# Българо-югославянски преглед
„Българо-югославянски преглед“ е българско списание, излязло в София през 1934 година.
Списанието е основано след Деветнадесетомайския преврат (1934) и забраната на ВМРО и е част от усилията на новата българска власт за сближение с Югославия. Излиза една-единствена книжка.